# 舍特爾卡爾峰

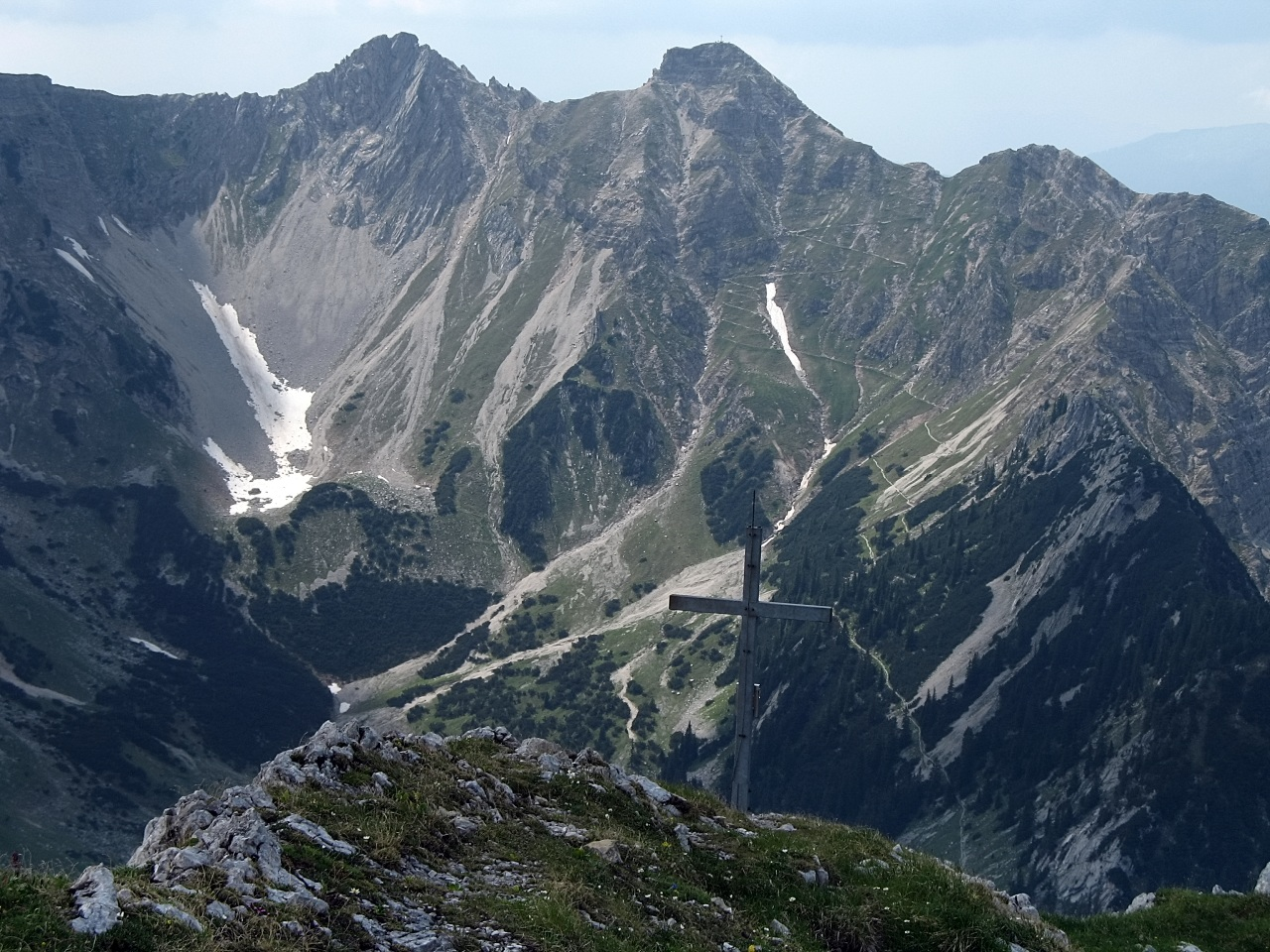

47°29′40″N 11°19′45″E / 47.49444°N 11.32917°E
舍特爾卡爾峰（德語：Schöttelkarspitze），是德國的山峰，位於該國東南部，由巴伐利亞負責管轄，屬於卡爾文德爾山脈中索伊恩山脈的一部分，海拔高度2,050米。